# Hallomenus serricornis
Hallomenus serricornis là một loài bọ cánh cứng trong họ Tetratomidae. Loài này được LeConte miêu tả khoa học đầu tiên năm 1878.